# فرودگاه بین‌المللی اینگ. آلبرتو اکوینا اونگای
فرودگاه بین‌المللی اینگ. آلبرتو اکوینا اونگای (به انگلیسی: Ing. Alberto Acuña Ongay International Airport) (به زبان بومی: Aeropuerto Internacional Ing. Alberto Acuña Ongay) یک فرودگاه همگانی مسافربری با کد یاتا CPE است که یک باند فرود آسفالت دارد و طول باند آن ۲۵۰۰ متر است. این فرودگاه در کشور مکزیک قرار دارد و در ارتفاع ۱۰ متری از سطح دریا واقع شده‌است.

## جستارهای وابسته

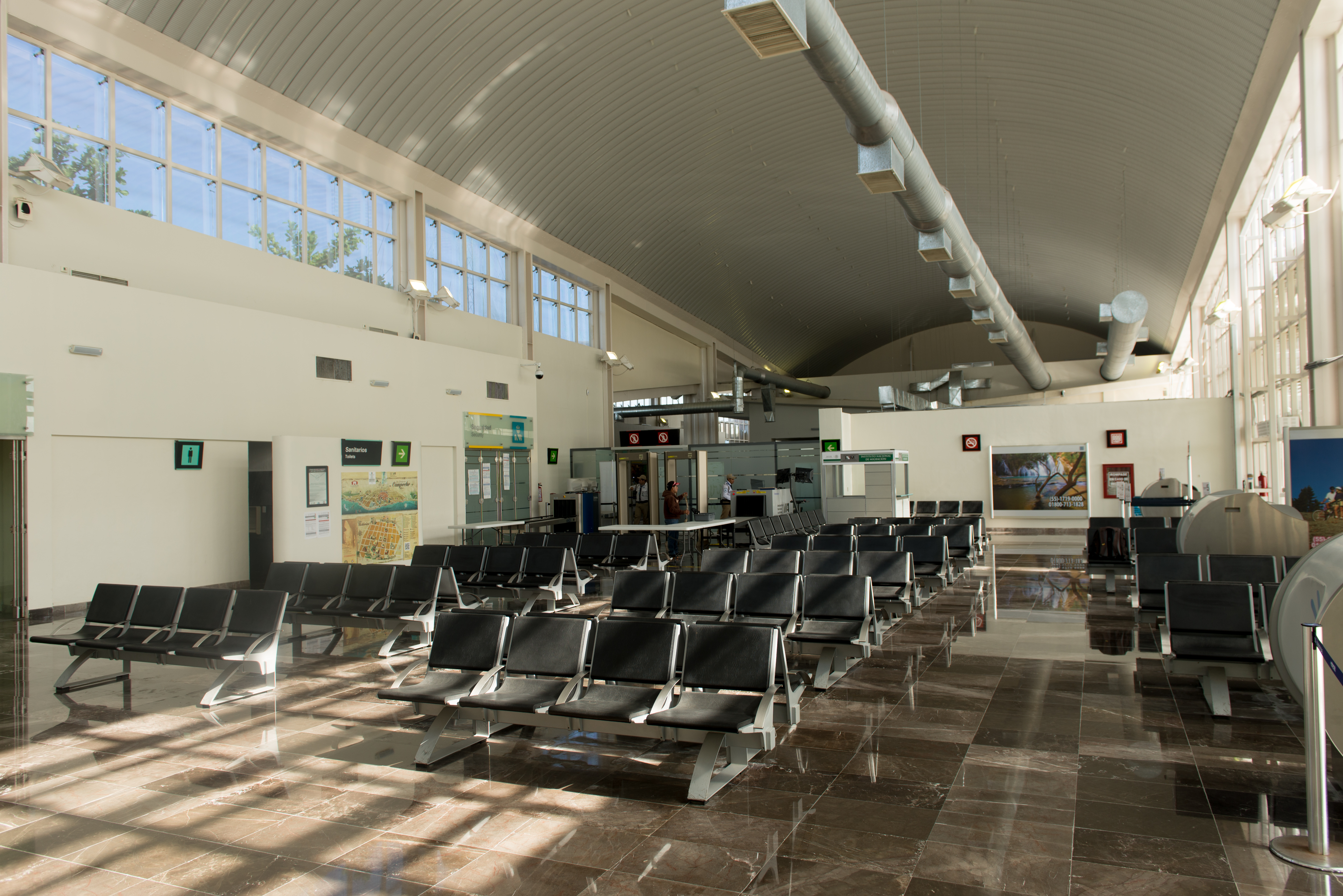
Terminal
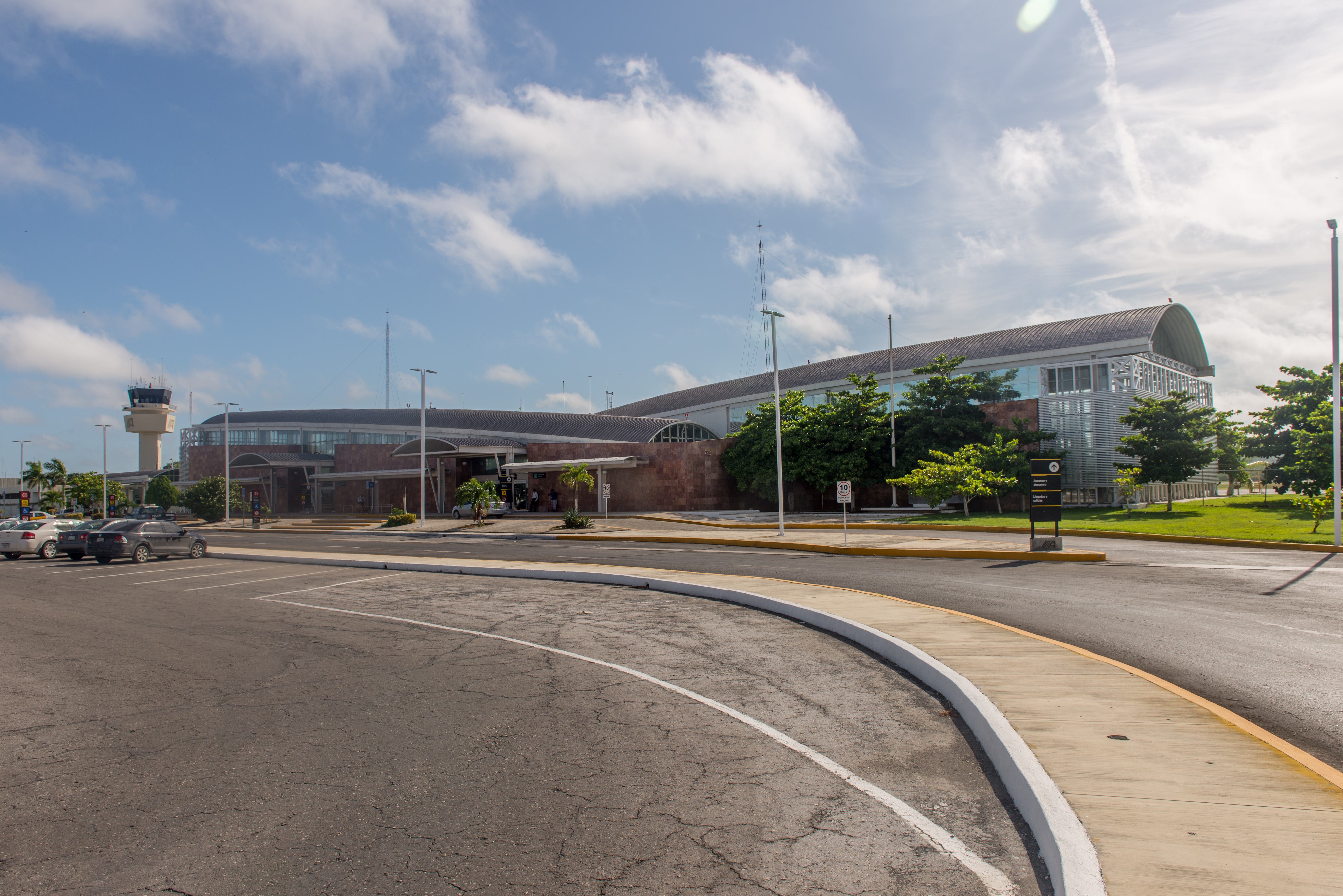
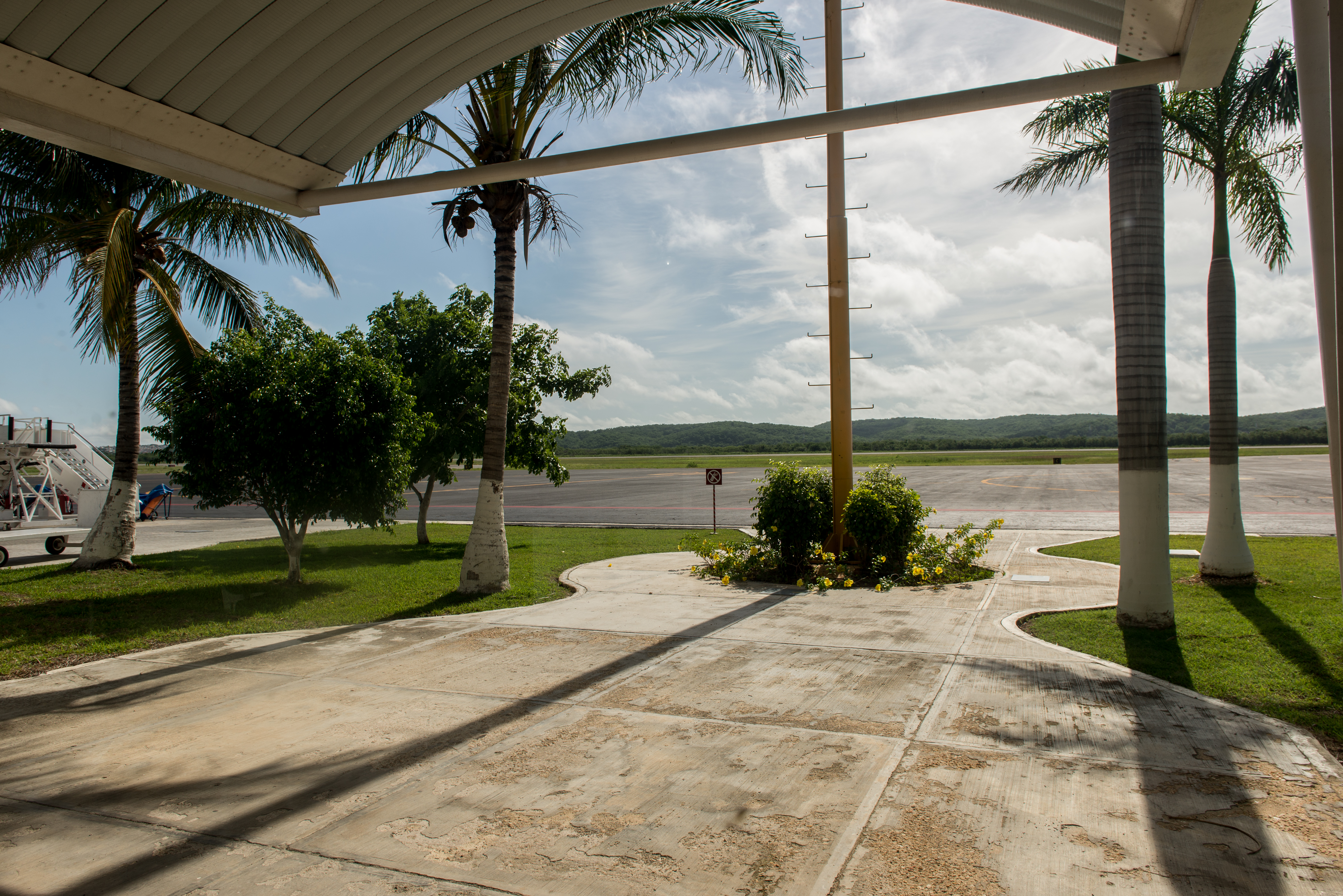
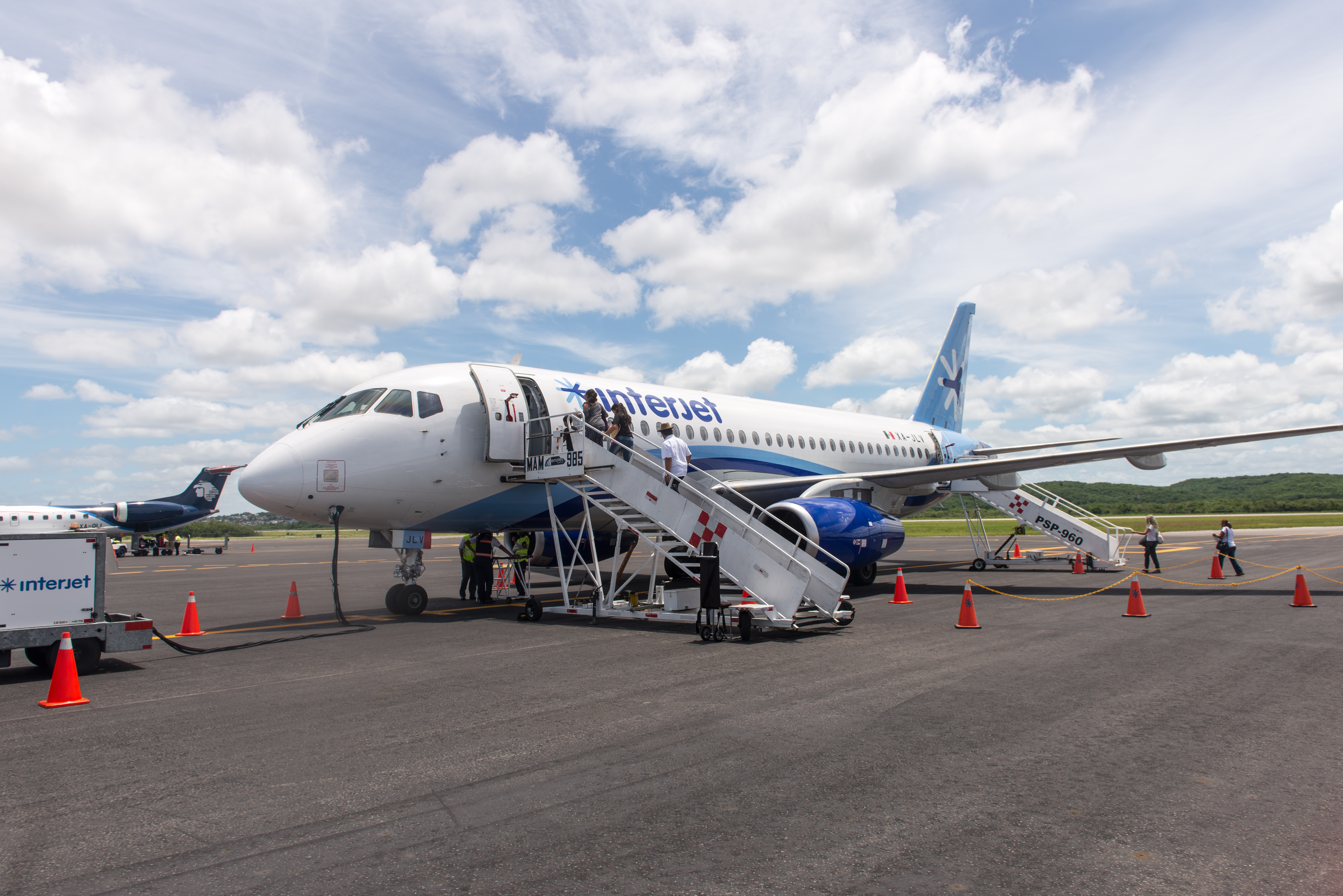
Suchoj Superjet
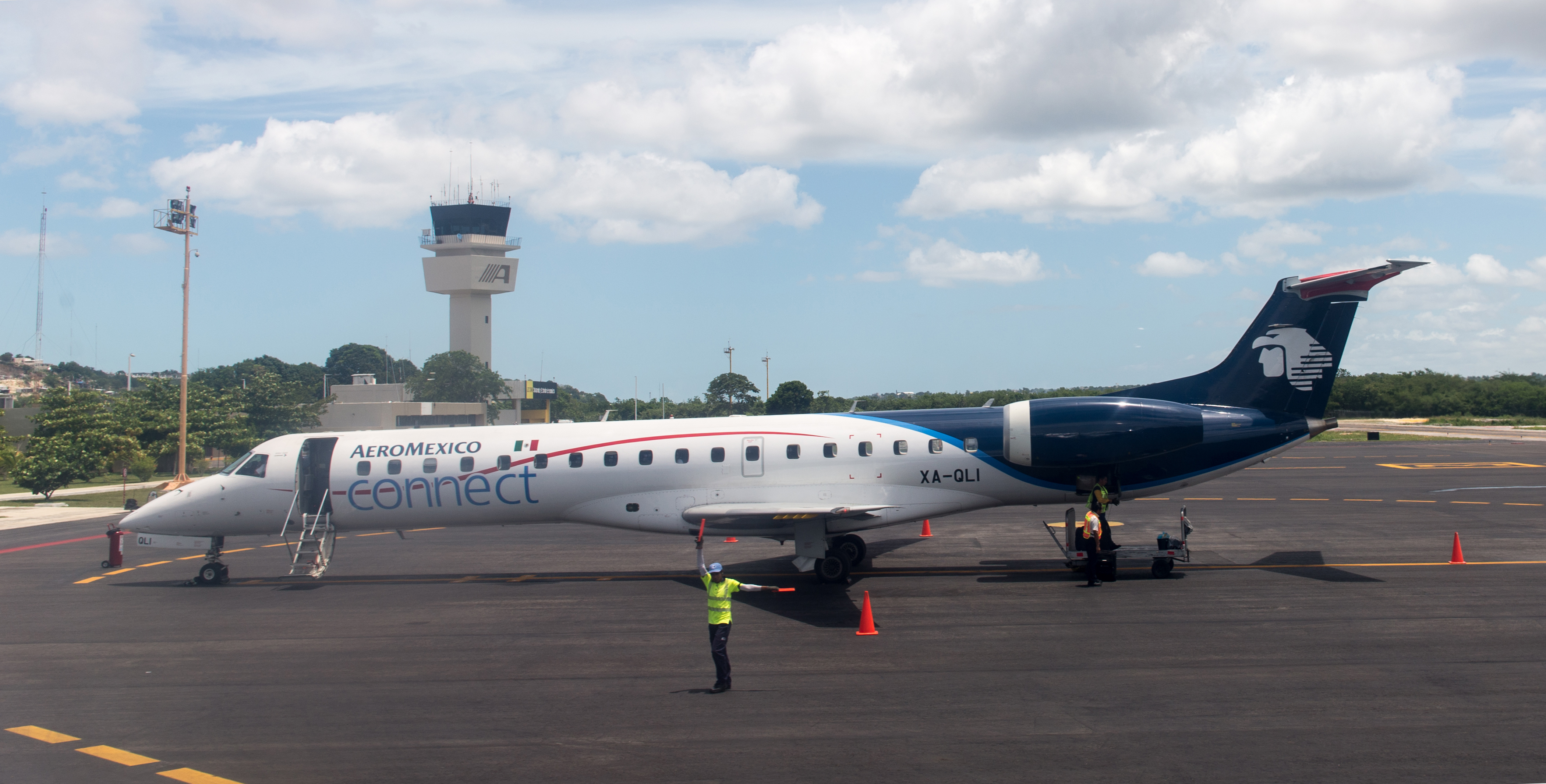
Embraer ERJ-145LU